# 呉金川
呉 金川（ご きんせん、1905年6月23日 - 1997年11月17日）は、台湾の銀行家。彰化商業銀行総経理、董事長、中華民国国際工商経営研究社連合会主席などを務めた。

## 生涯
日本統治時代の台湾の台南市で生まれた。台南高等商業学校（のちの台北高等商業学校台南分教場、台湾大学管理学院）での成績が優秀であったため、旧制東京商科大学（現一橋大学）で高垣寅次郎ゼミに所属して金融を学び卒業し、学士の学位を取得した。卒業後満州中央銀行に入行。1940年、満州国に訪ねてきた一橋の先輩である呉三連の仲人で、東京にて楊肇嘉の娘と結婚式を挙げた。
日本の降伏後、国民政府の東北経済研究所副所長となる。1949年台湾省合作金庫業務部経理。1952年から彰化商業銀行で協理兼業務部経理を務め、副総経理、総経理、董事長を歴任し、1966年に退職した。財団法人中華連合徴信中心董事長、中華民国国際工商経営研究社連合会（IMC）主席、中華租賃股份有限公司首任董事長等も歴任した。